# Lastujärvi (sjö i Egentliga Tavastland)
Lastujärvi är en sjö i Finland. Den ligger i kommunen Janakkala i landskapet Egentliga Tavastland, i den södra delen av landet, 90 km norr om huvudstaden Helsingfors. Lastujärvi ligger 101,9 meter över havet. Arean är 69,8 hektar och strandlinjen är 3,32 kilometer lång. Sjön  ingår i Kumo älvs huvudavrinningsområde.   I omgivningarna runt Lastujärvi växer i huvudsak blandskog.